# Estadio Israelita Maccabi
El Estadio Israelita Maccabi es un estadio multideportivo ubicado en la comuna de Las Condes, en Santiago de Chile. Administrado por el Club Deportivo Estadio Israelita Maccabi, es uno de los principales puntos de encuentro de la comunidad judeochilena.

## Historia
A mediados del siglo XX, la comunidad israelita en Chile dio los primeros pasos para la creación de un estadio propio. Hasta entonces, la mayoría de los judíos tenía prohibido el ingreso a clubes deportivos, con excepción de un convenio del Automóvil Club de Chile que les permitía acceder al Stade Français.
El 16 de mayo de 1953 fue firmado el decreto que constituía la Sociedad Anónima Estadio Israelita, paso fundamental para la construcción del estadio en la comuna de Las Condes, en esa época en las afueras de la ciudad de Santiago. Posteriormente, el movimiento juvenil Maccabi Hatzair, que contaba con un gimnasio en calle Tarapacá (en el centro de Santiago), se unió al proyecto y puso a la venta dicho recinto.
El Estadio Israelita Maccabi cuenta actualmente con 1200 familias de socios y es uno de los principales recintos para actividades de la comunidad judía en Chile, la promoción de su cultura y tradiciones.